# Algernon Ashton
Algernon Ashton (Durham, Regne Unit, 9 de desembre de 1859 - Londres, 10 d'abril de 1937) fou un compositor anglès.
Es forma musicalment a Leipzig, on s'havia traslladat el 1863, i va romandre en aquesta ciutat alemanya 17 anys.
Començà els estudis musicals als set anys amb els professors Franz Heining i Iwan Knorr, passant després al Conservatori de Leipzig, on va tenir per mestres en Carl Reinecke, Salomon Jadassohn, Hans Richter i d'altres.
DE tornada a Anglaterra, fou professor de piano en el Royal College of Music des del 1895 fins al 1910, i després. des de 1913 en el London College of Music, passant a formar part del tribunal d'exàmens des del 1918.
La seva producció fou copiosa, constant de més de 170 treballs, en els quals hi estan incloses 220 cançons i 18 sonates per a diferents instruments.